# Cajamar
Cajamar ist eine Stadt im brasilianischen Bundesstaat São Paulo. 2022 lebten in Cajamar nach offizieller Schätzung 92.689 Menschen auf 131 km².

## Geographie

### Distrikte
Die Gemeinde ist in Distrikte unterteilt:
- Cajamar – Hauptdistrikt
- Jordanésia
- Polvilho

## Geschichte
Die Gemeinde wurde 1959 durch Landesgesetz gegründet.

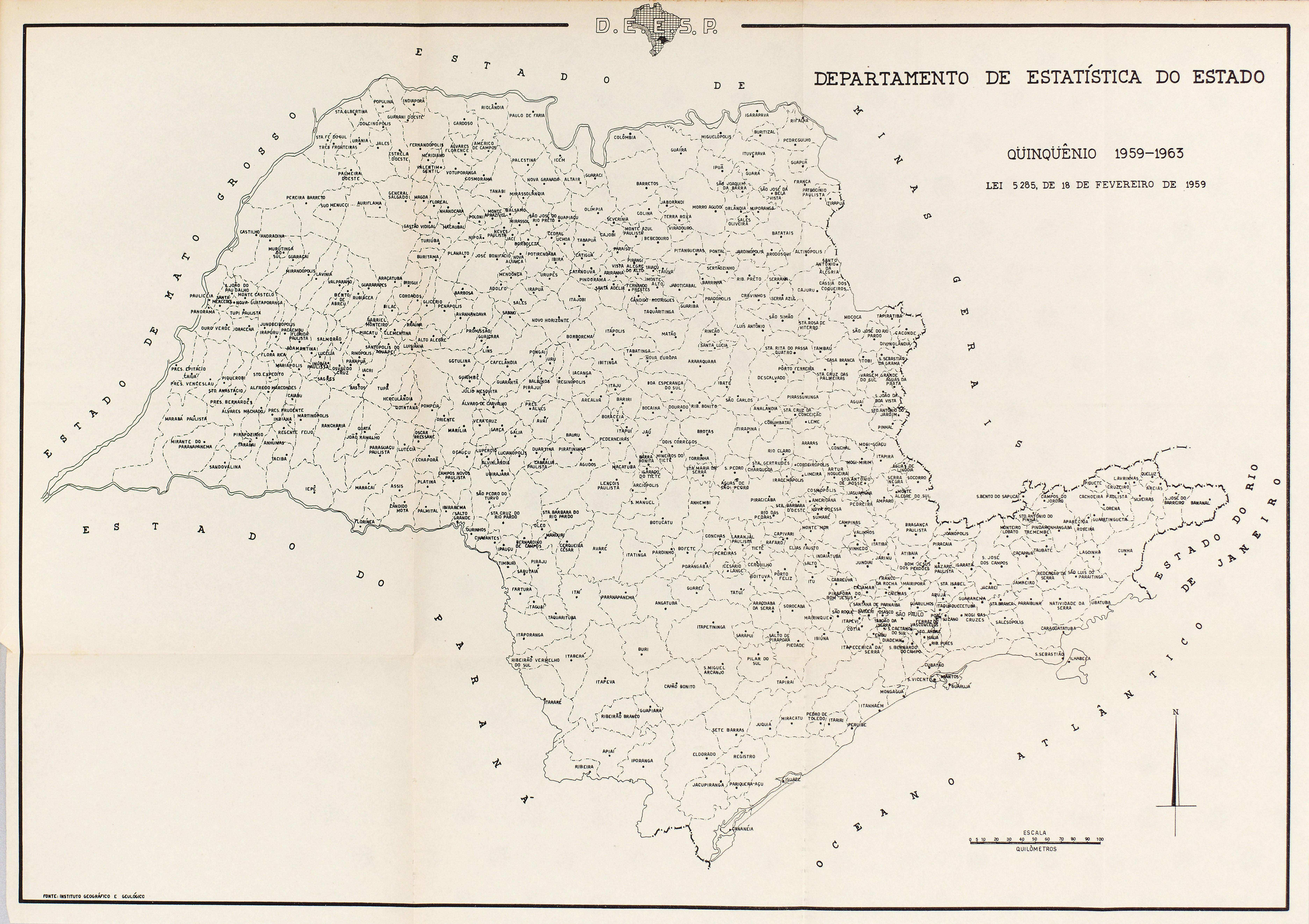
Karte des Bundesstaates São Paulo (1959).

## Bevölkerung
| Bevölkerungsentwicklung | Bevölkerungsentwicklung |
| Jahr                    | Bevölkerung             |
| ----------------------- | ----------------------- |
| 1960                    | 6.438                   |
| 1970                    | 10.355                  |
| 1980                    | 21.942                  |
| 1991                    | 33.736                  |
| 2000                    | 50.761                  |
| 2010                    | 64.114                  |
| 2022                    | 92.689                  |
| [ 4 ] [ 5 ] [ 6 ]       |                         |

## Religion
Das Christentum ist in der Stadt wie folgt vertreten:

### Römisch-katholische Kirche
Die römisch-katholische Gemeinde ist Teil des Bistums Jundiaí.

### Protestantische Kirche
In der Stadt gibt es die unterschiedlichsten evangelischen Glaubensrichtungen, hauptsächlich Pfingstler, darunter die brasilianischen Assemblies of God, die Christliche Kongregationalistische Kirche in Brasilien, und andere.